# Riacho dos Machados
Riacho dos Machados is een gemeente in de Braziliaanse deelstaat Minas Gerais. De gemeente telt 9.716 inwoners (schatting 2009).

## Aangrenzende gemeenten
De gemeente grenst aan Francisco Sá, Grão Mogol, Janaúba, Porteirinha, Rio Pardo de Minas en Serranópolis de Minas.